# Campionati europei di lotta 2025
I campionati europei di lotta 2025 sono stati la 76ª edizione della manifestazione continentale organizzata dall'UWW. Si sono svolti 7 al 13 aprile 2025 alla X-Bionic Sphere di Bratislava in Slovacchia.
In ragioni delle sanzioni imposte dal CIO in seguito all'invasione russa dell'Ucraina nel 2022, ai lottatori di Russia e Bielorussia non è stato permesso di utilizzare il nome, la bandiera o l'inno del loro Paese. Hanno invece partecipato come “Atleti Neutrali Individuali (AIN)” e le loro medaglie non sono state incluse nel medagliere ufficiale.

## Classifica squadre
| Pos. | Lotta libera maschile | Lotta libera maschile | Lotta greco-romana | Lotta greco-romana | Lotta libera femminile | Lotta libera femminile |
| Pos. | Squadra               | Punti                 | Squadra            | Punti              | Squadra                | Punti                  |
| ---- | --------------------- | --------------------- | ------------------ | ------------------ | ---------------------- | ---------------------- |
| 1    | Azerbaigian           | 119                   | Azerbaigian        | 151                | Ucraina                | 180                    |
| 2    | Georgia               | 114                   | Turchia            | 110                | Turchia                | 158                    |
| 3    | Turchia               | 73                    | Ungheria           | 104                | Romania                | 79                     |
| 4    | Bulgaria              | 59                    | Georgia            | 91                 | Polonia                | 54                     |
| 5    | Armenia               | 59                    | Armenia            | 89                 | Francia                | 53                     |
| 6    | Moldavia              | 58                    | Bulgaria           | 83                 | Moldavia               | 53                     |
| 7    | Francia               | 54                    | Moldavia           | 60                 | Germania               | 53                     |
| 8    | Slovacchia            | 45                    | Germania           | 49                 | Ungheria               | 42                     |
| 9    | Ungheria              | 45                    | Serbia             | 43                 | Azerbaigian            | 29                     |
| 10   | Polonia               | 45                    | Ucraina            | 42                 | Grecia                 | 25                     |

## Podi

### Lotta libera maschile
| Evento          | Oro                    | Argento                      | Bronzo                |
| 57 kg Dettagli  | Nachyn Mongush         | Azamat Tuskaev               | Aryan Tsiutryn        |
| 57 kg Dettagli  | Nachyn Mongush         | Azamat Tuskaev               | Islam Bazarganov      |
| 61 kg Dettagli  | Zaur Uguev             | Arsen Harutyunyan            | Zelimkhan Abakarov    |
| 61 kg Dettagli  | Zaur Uguev             | Arsen Harutyunyan            | Andrii Dzhelep        |
| 65 kg Dettagli  | Ibragim Ibragimov      | Khamzat Arsamerzouev         | Vazgen Tevanyan       |
| 65 kg Dettagli  | Ibragim Ibragimov      | Khamzat Arsamerzouev         | Ali Rahimzade         |
| 70 kg Dettagli  | David Baev             | Arman Andreasyan             | Akaki Kemertelidze    |
| 70 kg Dettagli  | David Baev             | Arman Andreasyan             | Kanan Heybatov        |
| 74 kg Dettagli  | Chermen Valiev         | Zaurbek Sidakov              | Aghanazar Novruzov    |
| 74 kg Dettagli  | Chermen Valiev         | Zaurbek Sidakov              | Tajmuraz Salkazanov   |
| 79 kg Dettagli  | Akhmed Usmanov         | Zelimkhan Khadjiev           | Achsarbek Gulajev     |
| 79 kg Dettagli  | Akhmed Usmanov         | Zelimkhan Khadjiev           | Vladimeri Gamkrelidze |
| 86 kg Dettagli  | Magomed Ramazanov      | Mahamedkhabib Kadzimahamedau | Osman Göçen           |
| 86 kg Dettagli  | Magomed Ramazanov      | Mahamedkhabib Kadzimahamedau | Artur Naifonov        |
| 92 kg Dettagli  | Dauren Kurugliev       | Osman Nurmagomedov           | Miriani Maisuradze    |
| 92 kg Dettagli  | Dauren Kurugliev       | Osman Nurmagomedov           | Feyzullah Aktürk      |
| 97 kg Dettagli  | Givi Matcharashvili    | Magomed Kurbanov             | Richárd Végh          |
| 97 kg Dettagli  | Givi Matcharashvili    | Magomed Kurbanov             | Batyrbek Tsakulov     |
| 125 kg Dettagli | Giorgi Meshvildishvili | Solomon Manashvili           | Dzianis Khramiankou   |
| 125 kg Dettagli | Giorgi Meshvildishvili | Solomon Manashvili           | Kamil Kościółek       |

### Lotta greco-romana maschile
| Evento          | Oro             | Argento                  | Bronzo            |
| 55 kg Dettagli  | Emin Sefershaev | Eldaniz Azizli           | Vakhtang Lolua    |
| 55 kg Dettagli  | Emin Sefershaev | Eldaniz Azizli           | Artiom Deleanu    |
| 60 kg Dettagli  | Nihat Mammadli  | Georgij Omarovič Tibilov | Sadyk Lalaev      |
| 60 kg Dettagli  | Nihat Mammadli  | Georgij Omarovič Tibilov | Victor Ciobanu    |
| 63 kg Dettagli  | Kerem Kamal     | Karen Aslanyan           | Mairbek Salimov   |
| 63 kg Dettagli  | Kerem Kamal     | Karen Aslanyan           | Vitalie Eriomenco |
| 67 kg Dettagli  | Hasrat Jafarov  | Abu Muslim Amaev         | Arslanbek Salimov |
| 67 kg Dettagli  | Hasrat Jafarov  | Abu Muslim Amaev         | Joni Khetsuriani  |
| 72 kg Dettagli  | Levente Lévai   | Non assegnato            | Ulvu Ganizade     |
| 72 kg Dettagli  | Ibrahim Ghanem  | Non assegnato            | Mustafa Şahin     |
| 77 kg Dettagli  | Malkhas Amoyan  | Ramaz Zoidze             | Ahmet Yılmaz      |
| 77 kg Dettagli  | Malkhas Amoyan  | Ramaz Zoidze             | Alexandru Solovei |
| 82 kg Dettagli  | Gurban Gurbanov | Erik Szilvássy           | Burhan Akbudak    |
| 82 kg Dettagli  | Gurban Gurbanov | Erik Szilvássy           | Gela Bolkvadze    |
| 87 kg Dettagli  | Dávid Losonczi  | Semen Novikov            | Islam Abbasov     |
| 87 kg Dettagli  | Dávid Losonczi  | Semen Novikov            | Aleksandr Komarov |
| 97 kg Dettagli  | Kiril Milov     | Lucas Lazogianis         | Alex Szőke        |
| 97 kg Dettagli  | Kiril Milov     | Lucas Lazogianis         | Kiryl Maskevich   |
| 130 kg Dettagli | Sergej Semënov  | Hamza Bakır              | Dáriusz Vitek     |
| 130 kg Dettagli | Sergej Semënov  | Hamza Bakır              | Jello Krahmer     |

### Lotta libera femminile
| Evento         | Oro                    | Argento             | Bronzo                |
| 50 kg Dettagli | Oksana Livach          | Evin Demirhan Yavuz | Nadezhda Sokolova     |
| 50 kg Dettagli | Oksana Livach          | Evin Demirhan Yavuz | Natallia Varakina     |
| 53 kg Dettagli | Maria Prevolaraki      | Andreea Ana         | Natalia Malysheva     |
| 53 kg Dettagli | Maria Prevolaraki      | Andreea Ana         | Zeynep Yetgil         |
| 55 kg Dettagli | Ekaterina Verbina      | Tatiana Debien      | Mariana Drăguțan      |
| 55 kg Dettagli | Ekaterina Verbina      | Tatiana Debien      | Oleksandra Khomenets  |
| 57 kg Dettagli | Olga Khoroshavtseva    | Elvira Kamaloğlu    | Solomiia Vynnyk       |
| 57 kg Dettagli | Olga Khoroshavtseva    | Elvira Kamaloğlu    | Zhala Aliyeva         |
| 59 kg Dettagli | Anastasiia Sidelnikova | Bediha Gün          | Alina Filipovych      |
| 59 kg Dettagli | Anastasiia Sidelnikova | Bediha Gün          | Aurora Russo          |
| 62 kg Dettagli | Iryna Bondar           | Johanna Lindborg    | Bilyana Dudova        |
| 62 kg Dettagli | Iryna Bondar           | Johanna Lindborg    | Luisa Niemesch        |
| 65 kg Dettagli | Grace Bullen           | Irina Rîngaci       | Dinara Kudaeva        |
| 65 kg Dettagli | Grace Bullen           | Irina Rîngaci       | Iryna Koliadenko      |
| 68 kg Dettagli | Alina Shauchuk         | Kateryna Zelenykh   | Buse Tosun Çavuşoğlu  |
| 68 kg Dettagli | Alina Shauchuk         | Kateryna Zelenykh   | Adéla Hanzlíčková     |
| 72 kg Dettagli | Alla Belinska          | Nesrin Baş          | Alexandra Anghel      |
| 72 kg Dettagli | Alla Belinska          | Nesrin Baş          | Pauline Lecarpentier  |
| 76 kg Dettagli | Anastasiya Alpyeyeva   | Yasemin Adar Yiğit  | Martina Kuenz         |
| 76 kg Dettagli | Anastasiya Alpyeyeva   | Yasemin Adar Yiğit  | Anastasiya Zimiankova |

## Medagliere
| Posiz. | Nazione                     | Oro | Argento | Bronzo | Totale |
| ------ | --------------------------- | --- | ------- | ------ | ------ |
| 1      | Atleti Individuali Neutrali | 11  | 3       | 10     | 24     |
| 2      | Azerbaigian                 | 4   | 2       | 7      | 13     |
| 3      | Ucraina                     | 4   | 0       | 5      | 9      |
| 4      | Bulgaria                    | 2   | 2       | 1      | 5      |
| 5      | Ungheria                    | 2   | 1       | 3      | 6      |
| 6      | Grecia                      | 2   | 0       | 0      | 2      |
| 7      | Turchia                     | 1   | 6       | 7      | 14     |
| 8      | Armenia                     | 1   | 3       | 1      | 5      |
| 8      | Francia                     | 1   | 3       | 1      | 5      |
| 10     | Georgia                     | 1   | 2       | 6      | 9      |
| 11     | Albania                     | 1   | 0       | 1      | 2      |
| 12     | Norvegia                    | 1   | 0       | 0      | 1      |
| 13     | Romania                     | 0   | 2       | 1      | 3      |
| 13     | Serbia                      | 0   | 2       | 1      | 3      |
| 15     | Moldavia                    | 0   | 1       | 5      | 6      |
| 16     | Germania                    | 0   | 1       | 2      | 3      |
| 17     | Svezia                      | 0   | 1       | 0      | 1      |
| 18     | Polonia                     | 0   | 0       | 3      | 3      |
| 18     | Slovacchia                  | 0   | 0       | 3      | 3      |
| 20     | Austria                     | 0   | 0       | 1      | 1      |
| 20     | Rep. Ceca                   | 0   | 0       | 1      | 1      |
| 20     | Italia                      | 0   | 0       | 1      | 1      |
| Totale | Totale                      | 31  | 29      | 60     | 120    |